# Apple Tea
Apple Tea (рус. Яблочный чай) — белорусская джазовая группа из Минска, часто называемая визитной карточкой белорусского джаза.

## История группы
Коллектив создан в 1994 году. В основу репертуара Apple Tea легла музыка лидера группы Игоря Сацевича, включающая в себя элементы всех современных джазовых стилей. Первый состав: Игорь Сацевич — композитор, аранжировщик и бас-гитарист, Александр Сапега — барабанщик, Олег Дорошин — гитарист, Андрей Матлин — саксофонист, Константин Горячий — клавишник, Сергей Лапковский — пианист и аранжировщик.
В разные годы в составе группы играли: Александр Бондаренко, Андрей Клещёв и Павел Аракелян — саксофоны, Сергей Александров и Максим Пугачёв («Белорусские песняры») — клавишные, Александр Липницкий и Александр Сторожук («Ляпис Трубецкой» 2002) — перкуссия. Группа участвовала в студийных записях многих ведущих музыкантов Белоруссии.
Apple Tea первой из белорусских групп издала альбом в России (1997) и первой сделала видеоверсию сольного концерта «Angry Girls» (CDL Music). С 1992 по 1998 музыканты работали как малый состав Государственного концертного оркестра Белоруссии, с 2000-01 — как студийная группа польской фирмы «PGK Studio International».
Александр Сапега с 2004 года является эндорсером тарелок фирмы Paiste и барабанных палочек Leonty.
В 2012 году коллектив стал обладателем Национальной музыкальной премии Беларуси в категории «Лучший джаз-исполнитель (коллектив)».
Текущий состав: Игорь Сацевич — бас-гитара, Александр Сапега — барабаны, Константин Горячий — клавишные, Игорь Лютый и Виталий Ямутеев — саксофоны, Михаил Филипеня-младший — гитара.

## Дискография

### Альбомы
- 1999 — Angry Girls
- 2000 — Bee Dance
- 2003 — Warsaw Zoo
- 2006 — Instead of You
- 2009 — Apple Tea V (3 строчка в списке лучших альбомов 2009 года по версии Experty.by[8])
- 2013 — TEN-TEN
- 2015 — М1

### Синглы
- 2009 — Жыто половее (совместно с Akana-NHS[бел.])[9][10]

## Проект «Джазовый мост»
Группа принимает участие в проекте «Джазовый мост» концертного агентства «ЭквилибриумАртс», давали совместные концерты с:
1. Тессой Сутер (США) г. Минск, к/з «Мінск», февраль 2010г;
2. Николосом Бирдом (США) г. Минск, к/з «Мінск», апрель 2010г;
3. Шарон Кларк (США) г. Минск, к/з «Мінск», август 2010г;
4. Сачалам Васандани (США) г. Минск, к/з «Мінск», ноябрь 2010г;
5. Шендой Рул (США) г. Минск, май 2011г;
6. Грегори Портером (США)г. Минск, 13 ноября 2011г;
7. Тессой Сутер (США)г. Минск, 12 и г. Могилёв,13 февраля 2012г;
8. Иеном Шоу (Великобритания) 14 апреля 2012г;
9. Шейлой Купер (Великобритания) 17 мая 2012г;
10. Грегори Портером (США) 26 мая 2012г;
11. Кевином Махогани (США) 6 октября г. Минск и г. Могилёв, 7 октября 2012г;
12. Иеном Шоу (Великобритания) 14 февраля г. Минск и 15 февраля г. Могилёв, 2013 г.